# Владимир Срдић
Владимир Срдић (Нови Сад, 7. јун 1961) је српски академик и дописни члан састава Српске академије наука и уметности од 4. новембра 2021.

## Биографија
Завршио је основне студије на Технолошком факултету Универзитета у Новом Саду 1984, магистратуру 1989, докторат 1995. и постдокторске студије на Универзитету технологије у Дармштату 1998. године.
Радио је као професор у Високој техничкој школи струковних студија Нови Сад, као асистент на Технолошком факултету Универзитета у Новом Саду од 1994, као доцент од 1996, као ванредни професор од 2001. и као редовни професор од 2006. и као професор на Департману за физику Природно-математичког факултета Универзитета у Новом Саду од 2008. године.
Оснивач је и уредник Processing and Application of Ceramics од 2007. Члан је Европског керамичког друштва, Академије инжењерских наука Србије, Друштва за керамичке материјале Србије, Српског хемијског друштва, био је члан Америчког керамичког друштва 1991—2002. и дописни је члан Српске академије наука и уметности од 4. новембра 2021.